# Elitserien i bandy 2009/2010

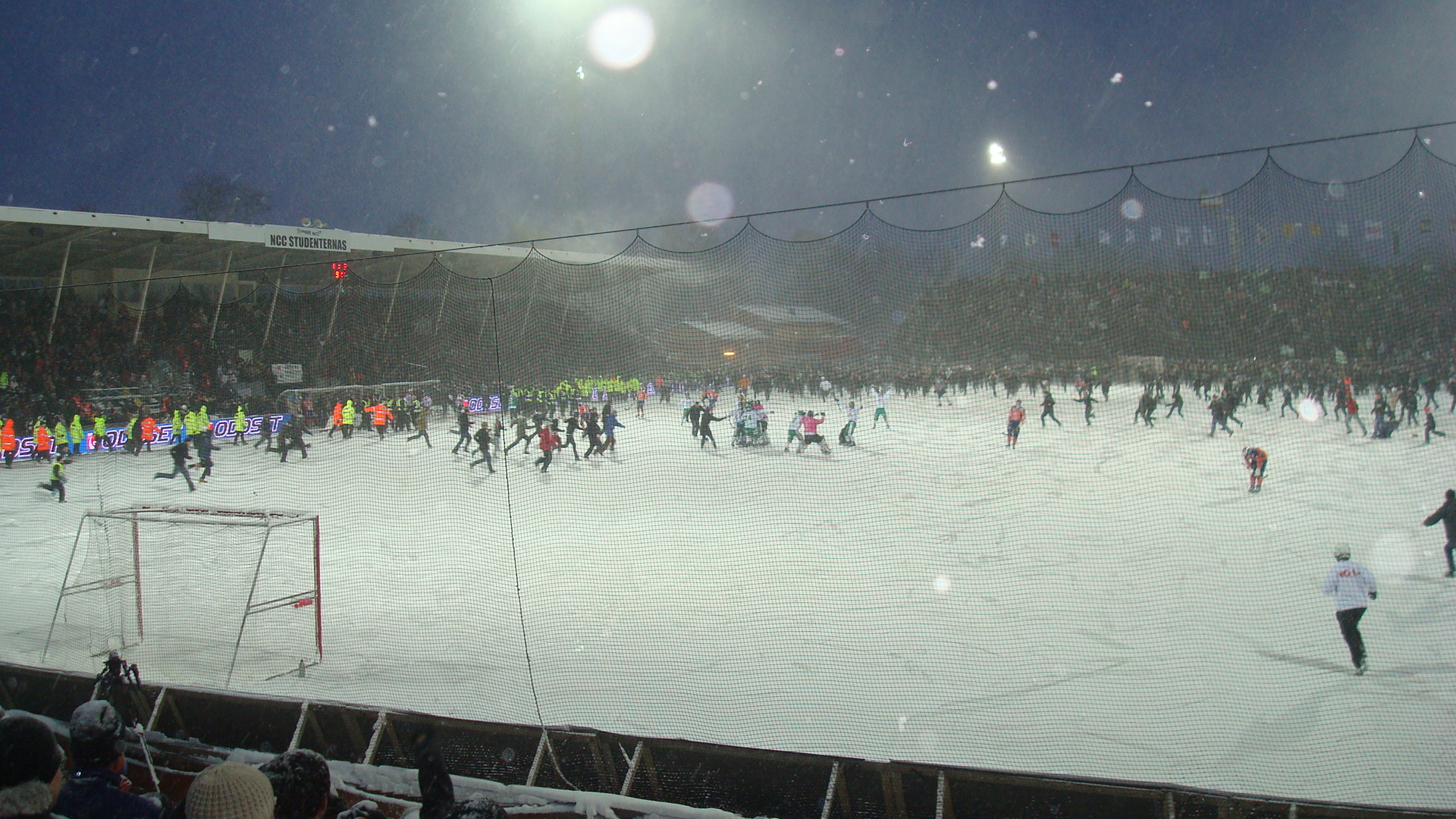
Hammarby IF:s anhängare stormar planen efter att laget besegrat Bollnäs med 3-1 i finalen på Studenternas IP.

Elitserien i bandy 2009/2010 var en säsong i Sveriges högsta division i bandy för herrar säsongen 2009/2010. Grundserien spelades 30 oktober 2009-19 februari 2010, och vanns av Hammarby IF. Säsongen avslutades med att Hammarby IF blev Svenska mästare efter seger med 3-1 mot Bollnäs GoIF i finalmatchen på Studenternas IP i Uppsala.

## Förlopp
- På grund av de sena beskeden om världsmästerskapet 2010 beslutade Svenska Bandyförbundet i oktober 2009 att flytta minst tre omgångar.[2]
- TV4 Sport startade en satsning, och sände 13 matcher, medan SVT köpte 18 matcher.[3]
- Matchen Sandvikens AIK-Katrineholms SK i Göransson Arena den 22 november 2009 slutade med utklassningssifrorna 22-2 till hemmalaget, nytt målrekord för Sveriges högsta division i bandy (24) där Sandvikens AIK:s Christoffer Edlund noterades för 12 fullträffar.[4]
- Skytteligan vanns av Christoffer Edlund, Sandvikens AIK med 91 fullträffar.[5].
- På grund av kraftigt snöfall i Uppsala fick man för första gången i finalen tillämpa 3 x 30 minuters spel i finalen.[6]
- Finalen lockade 25 560 åskådare, vilket blev nytt publikrekord för SM-finalen på Studenternas IP.[7]
- Guldet var Hammarby IF:s första.[8] Finalutgången innebar även att herrguldet bärgades till Stockholmsområdet för första gången sedan AIK vann 1931.[9]

## Sluttabell

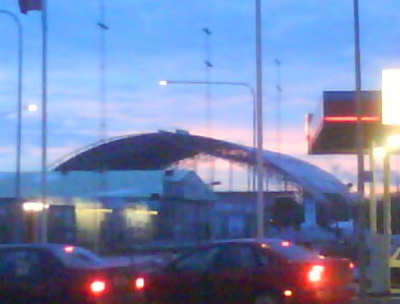
IFK Vänersborg fick sin inför säsongen sin inomhushall, Arena Vänersborg.

| Nr | Lag                 | S  | V  | O | F  | GM  | IM  | MS   | P  |
| -- | ------------------- | -- | -- | - | -- | --- | --- | ---- | -- |
| 1  | Hammarby IF         | 26 | 19 | 4 | 3  | 178 | 101 | +77  | 42 |
| 2  | Sandvikens AIK      | 26 | 19 | 3 | 4  | 224 | 97  | +127 | 41 |
| 3  | Bollnäs GoIF/BF     | 26 | 14 | 6 | 6  | 142 | 73  | +69  | 34 |
| 4  | Villa Lidköping     | 26 | 15 | 3 | 8  | 144 | 105 | +39  | 33 |
| 5  | Edsbyns IF          | 26 | 14 | 4 | 8  | 150 | 105 | +45  | 32 |
| 6  | Västerås SK         | 26 | 14 | 2 | 10 | 149 | 111 | +38  | 30 |
| 7  | IK Sirius           | 26 | 13 | 4 | 9  | 107 | 99  | +8   | 30 |
| 8  | Broberg/Söderhamn   | 26 | 14 | 1 | 11 | 135 | 101 | +34  | 29 |
| 9  | Haparanda-Torneå    | 26 | 11 | 5 | 10 | 127 | 124 | +3   | 27 |
| 10 | Vetlanda BK         | 26 | 10 | 5 | 11 | 118 | 121 | −3   | 25 |
| 11 | IFK Vänersborg      | 26 | 10 | 1 | 15 | 103 | 138 | −35  | 21 |
| 12 | IFK Kungälv         | 26 | 8  | 0 | 18 | 83  | 152 | −69  | 16 |
| 13 | Falu BS             | 26 | 1  | 1 | 24 | 63  | 216 | −153 | 3  |
| 14 | Katrineholm Värmbol | 26 | 0  | 1 | 25 | 69  | 249 | −180 | 1  |

## Slutspel om svenska mästerskapet
Slutspelet om svenska mästerskapet spelas 23 februari-21 mars 2010.

### Kvartsfinaler (bäst av 5)
- 23 februari 2010: IK Sirius-Hammarby IF 5-3
- 23 februari 2010: Västerås SK-Sandvikens AIK 1-2
- 23 februari 2010: Edsbyns IF-Villa Lidköping BK 6-4
- 24 februari 2010: Broberg Söderhamn Bandy-Bollnäs GoIF 3-2

- 25 februari 2010: Hammarby IF-IK Sirius 5-2
- 25 februari 2010: Sandvikens AIK-Västerås SK 2-4
- 25 februari 2010: Villa Lidköping BK-Edsbyns IF 6-4
- 26 februari 2010: Bollnäs GoIF-Broberg Söderhamn Bandy 3-2

- 27 februari 2010: Hammarby IF-IK Sirius 4-3
- 27 februari 2010: Villa Lidköping BK-Edsbyns IF 6-2
- 28 februari 2010: Sandvikens AIK-Västerås SK 3-2
- 28 februari 2010: Bollnäs GoIF-Broberg Söderhamn Bandy 5-3
- 2 mars 2010: Edsbyns IF-Villa Lidköping BK 6-3

- 2 mars 2010: IK Sirius-Hammarby IF 4-7 (Hammarby IF vidare med 3-1 i matcher)
- 2 mars 2010: Västerås SK-Sandvikens AIK 3-5 (Sandvikens AIK vidare med 3-1 i matcher)
- 2 mars 2010: Broberg Söderhamn Bandy-Bollnäs GoIF 2-5 (Bollnäs GoIF vidare med 3-1 i matcher)

- 4 mars 2010: Villa Lidköping BK-Edsbyns IF 3-1 (Villa Lidköping BK vidare med 3-1 i matcher)

### Semifinaler (bäst av 5)
- 6 mars 2010: Villa Lidköping BK-Hammarby IF 3-5
- 7 mars 2010: Bollnäs GoIF-Sandvikens AIK 8-2

- 8 mars 2010: Hammarby IF-Villa Lidköping BK 8-2
- 9 mars 2010: Sandvikens AIK-Bollnäs GoIF 6-4

- 10 mars 2010: Hammarby IF-Villa Lidköping BK 7-2 (Hammarby IF vidare med 3-0 i matcher)
- 11 mars 2010: Sandvikens AIK-Bollnäs GoIF 4-0

- 13 mars 2010: Bollnäs GoIF-Sandvikens AIK 4-3 (sudden death)

- 16 mars 2010: Sandvikens AIK-Bollnäs GoIF 1-2 (Bollnäs GoIF vidare med 3-2 i matcher)

### Final

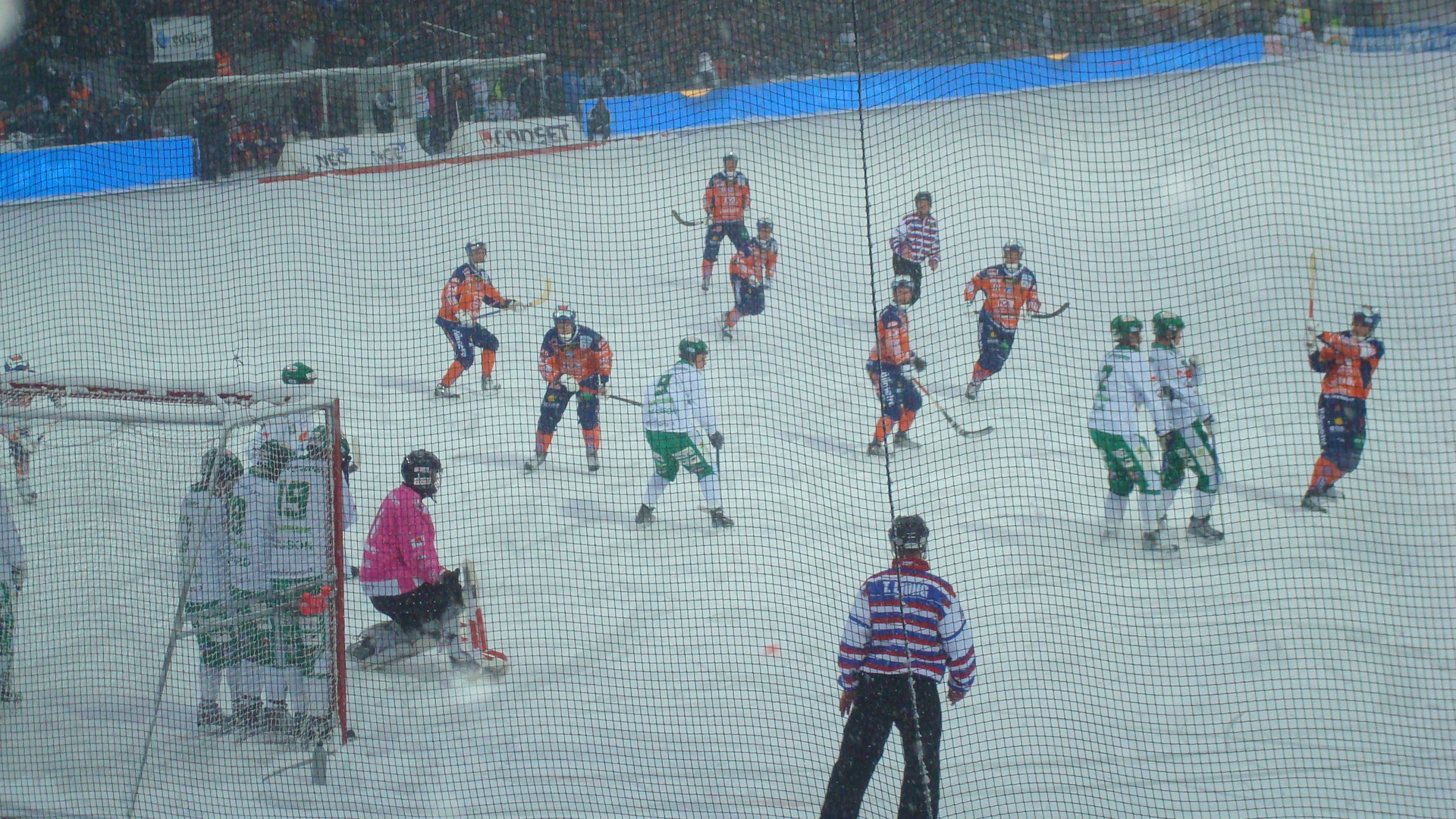
Bollnäs GoIF slår hörna i finalen.

- 21 mars 2010: Hammarby IF-Bollnäs GoIF 3-1, Studenternas IP, Uppsala

### Kvalmatcher
- 3 mars 2010: Örebro - Vänersborg   1 - 7
- 3 mars 2010: GAIS - Kungälv   3 - 5

## Seriematcherna
| Matchresultat | |
| --- | --- |
| Datum Match Resultat - 30 oktober 2009 Bollnäs GIF-IK Sirius 6-3 (1-1) - 30 oktober 2009 Hammarby IF-Brobergs IF 6-5 (3-1) - 30 oktober 2009 Sandvikens AIK-Edsbyns IF 8-2 (4-2) - 30 oktober 2009 Vetlanda BK-Västerås SK 6-5 (3-2) - 31 oktober 2009 Katrineholm Värmbol BS-Villa Lidköping BK 3-15 (1-9) - 31 oktober 2009 IFK Kungälv-Falu BS 3-1 (1-0) - 31 oktober 2009 IFK Vänersborg-Haparanda Tornio BK 4-4 (2-3) - 3 november 2009 Sirius-KVBS 11-2 (4-2) - 3 november 2009 Falun-Bollnäs 0-6 (0-2) - 4 november 2009 Västerås-Hammarby 7-2 (2-1) - 4 november 2009 Villa Lidköping-Sandviken 8-5 (3-2) - 4 november 2009 Broberg-Vänersborg 6-7 (3-4) - 4 november 2009 Edsbyn-Vetlanda 6-2 (2-1) - 4 november 2009 Haparanda-Kungälv 5-1 (2-1) - 6 november 2009 Bollnäs-Kungälv 8-1 (6-0) - 6 november 2009 Broberg-Haparanda 6-3 (1-3) - 6 november 2009 Hammarby-Edsbyn 6-6 (3-3) - 7 november 2009 Vetlanda-Villa Lidköping 4-8 (2-5) - 7 november 2009 Sandviken-Sirius 13-1 (5-1) - 7 november 2009 KVBS-Falun 4-5 (3-2) - 7 november 2009 Vänersborg-Västerås 4-2 (3-1) - 10 november 2009 Västerås-Broberg 4-2 (2-0) - 11 november 2009 Villa Lidköping-Hammarby 5-2 (2-2) - 11 november 2009 Sirius-Vetlanda 3-1 (0-0) - 11 november 2009 Kungälv-KVBS 6-1 (4-1) - 11 november 2009 Haparanda-Bollnäs 2-2 (1-1) - 11 november 2009 Falun-Sandviken 2-14 (0-7) - 11 november 2009 Edsbyn-Vänersborg 11-1 (7-0) - 13 november 2009 Vetlanda-Falun 4-2 (1-1) - 13 november 2009 Sandviken-Kungälv 16-3 (7-1) - 13 november 2009 Vänersborg-Villa Lidköping 1-5 (0-2) - 13 november 2009 Hammarby-Sirius 4-4 (3-3) - 13 november 2009 Broberg-Edsbyn 7-3 (3-1) - 14 november 2009 Västerås-Haparanda 10-5 (4-4) - 14 november 2009 KVBS-Bollnäs 5-14 (3-4) - 17 november 2009 Villa Lidköping-Broberg 4-2 (2-0) - 17 november 2009 Sirius-Vänersborg 3-2 (1-1) - 17 november 2009 Kungälv-Vetlanda 6-5 (5-2) - 17 november 2009 Haparanda-KVBS 6-4 (4-3) - 17 november 2009 Falun-Hammarby 2-17 (0-5) - 17 november 2009 Bollnäs-Sandviken 3-6 (1-2) - 18 november 2009 Edsbyn-Västerås 3-6 (2-3) - 20 november 2009 Hammarby-Kungälv 7-4 (5-2) - 20 november 2009 Vänersborg-Falun 7-2 (3-1) - 20 november 2009 Vetlanda-Bollnäs 2-2 (2-1) - 21 november 2009 Edsbyn-Haparanda 9-4 (6-2) - 22 november 2009 Sandviken-KVBS 22-2 (8-1) - 22 november 2009 Broberg-Sirius 6-5 (4-3) - 24 november 2009 Falun-Broberg 5-6 (2-3) - 25 november 2009 Villa Lidköping-Edsbyn 7-0 (1-0) - 25 november 2009 KVBS-Vetlanda 3-9 (1-1, 1-2, 1-6) - 25 november 2009 Sirius-Västerås 5-0 (3-0) - 25 november 2009 Kungälv-Vänersborg 1-3 (0-1) - 25 november 2009 Haparanda-Sandviken 5-8 (2-1) - 25 november 2009 Bollnäs-Hammarby 5-4 (3-2) - 27 november 2009 Falun-Edsbyn 3-9 (1-5) - 27 november 2009 KVBS-Vänersborg 2-7 (1-5) - 27 november 2009 Kungälv-Västerås 4-5 (2-2) - 27 november 2009 Bollnäs-Broberg 6-4 (2-2) - 28 november 2009 Sirius-Villa Lidköping 6-2 (3-0) - 29 november 2009 Haparanda-Vetlanda 4-4 (2-3) - 1 december 2009 Västerås-Bollnäs 5-5 (0-2) - 1 december 2009 Villa Lidköping-Falun 7-0 (4-0) - 1 december 2009 Vänersborg-Sandviken 0-11 (0-4) - 1 december 2009 Edsbyn-Kungälv 14-2 (6-2) - 1 december 2009 Broberg-KVBS 11-1 (5-1) - 9 december 2009 Vetlanda-Vänersborg 7-4 (1-1) - 9 december 2009 Sandviken-Broberg 3-2 (0-2) - 9 december 2009 KVBS-Västerås 2-7 (1-2) - 9 december 2009 Kungälv-Villa Lidköping 3-4 (2-2) - 9 december 2009 Haparanda-Hammarby 3-5 (2-3) - 9 december 2009 Falun-Sirius 2-5 (1-1) - 9 december 2009 Bollnäs-Edsbyn 1-5 (1-1) - 11 december 2009 Broberg-Vetlanda 1-1 (0-0) - 11 december 2009 Vänersborg-Hammarby 4-5 (4-4) - 11 december 2009 Villa Lidköping-Bollnäs 2-2 (2-0) - 12 december 2009 Edsbyn-KVBS 10-1 (6-0) - 13 december 2009 Falun-Haparanda 3-9 (1-6) - 13 december 2009 Sirius-Kungälv 6-2 (3-1) - 13 december 2009 Västerås-Sandviken 2-9 (2-2) - 15 december 2009 Hammarby-Vänersborg 9-4 (5-3) - 16 december 2009 Sandviken-Västerås 6-1 (2-1) - 16 december 2009 KVBS-Edsbyn 4-8 (1-5) - 16 december 2009 Kungälv-Sirius 6-3 (4-0) - 16 december 2009 Haparanda-Falun 8-1 (3-0) | - 18 december 2009 Sirius-Haparanda 3-2 (2-1) - 18 december 2009 Vetlanda-Broberg 9-6 (6-4) - 19 december 2009 Sandviken-Hammarby 4-6 (0-2) - 20 december 2009 Västerås-Villa Lidköping 10-7 (4-4) - 26 december 2009 Västerås-KVBS 16-5 (5-3) - 26 december 2009 Sirius-Falun 7-4 (5-1) - 26 december 2009 Edsbyn-Bollnäs 5-2 (1-0) - 26 december 2009 Villa Lidköping-Kungälv 9-3 (4-0) - 26 december 2009 Hammarby-Haparanda 6-6 (5-2) - 26 december 2009 Vänersborg-Vetlanda 2-5 (2-1) - 26 december 2009 Broberg-Sandviken 6-4 (0-0, 2-1, 4-3) - 30 december 2009 Vetlanda-Hammarby 3-5 (1-3) - 30 december 2009 Sandviken-Vänersborg 13-6 (6-1) - 30 december 2009 KVBS-Broberg 1-3 (1-3) - 30 december 2009 Kungälv-Edsbyn 4-3 (3-2) - 30 december 2009 Haparanda-Sirius 7-5 (5-2) - 2 januari 2010 Villa Lidköping-Sirius 5-2 (2-2) - 2 januari 2010 Broberg-Bollnäs 5-2 (3-0) - 3 januari 2010 Hammarby-Sandviken 10-5 (2-3) - 3 januari 2010 Vetlanda-Haparanda 5-8 (5-2) - 3 januari 2010 Vänersborg-KVBS 13-0 (8-0) - 3 januari 2010 Västerås-Kungälv 10-2 (6-1) - 3 januari 2010 Edsbyn-Falun 9-1 (6-0) - 6 januari 2010 Bollnäs-Vänersborg 9-0 (3-0) - 6 januari 2010 Sandviken-Vetlanda 4-2 (1-2) - 6 januari 2010 KVBS-Hammarby 5-10 (2-4) - 6 januari 2010 Kungälv-Broberg 2-4 (1-3) - 8 januari 2010 Edsbyn-Villa Lidköping 4-3 (1-1) - 8 januari 2010 Hammarby-Bollnäs 3-2 (1-1) - 9 januari 2010 Vetlanda-KVBS 8-3 (5-1) - 9 januari 2010 Broberg-Falun 11-2 (4-1) - 9 januari 2010 Vänersborg-Kungälv 4-3 (1-1) - 10 januari 2010 Västerås-Sirius 3-6 (0-4) - 10 januari 2010 Sandviken-Haparanda 5-5 (3-3) - 11 januari 2009 Falun-Villa Lidköping 3-5 (1-1) - 13 januari 2010 Sirius-Broberg 7-4 (1-1) - 13 januari 2010 KVBS-Sandviken 2-11 (1-5) - 13 januari 2010 Kungälv-Hammarby 0-7 (0-4) - 13 januari 2010 Bollnäs-Vetlanda 10-1 (7-1) - 14 januari 2010 Falun-Vänersborg 3-7 (0-6) - 14 januari 2010 Villa Lidköping-Västerås 1-7 (0-2) - 15 januari 2010 Haparanda-Edsbyn 6-8 (3-4) - 16 januari 2010 Hammarby-Vetlanda 10-2 (3-2) - 16 januari 2010 Sandviken-Falun 16-0 (5-0) - 16 januari 2010 Bollnäs-Villa Lidköping 3-3 (0-1) - 20 januari 2010 Västerås-Edsbyn 3-3 (2-3) - 20 januari 2010 Vetlanda-Kungälv 8-3 (5-3) - 20 januari 2010 Sandviken-Bollnäs 5-4 (3-3) - 20 januari 2010 KVBS-Haparanda 2-8 (2-4) - 20 januari 2010 Vänersborg-Sirius 5-1 (4-0) - 20 januari 2010 Hammarby-Falun 16-4 (6-2) - 20 januari 2010 Broberg-Villa Lidköping 8-3 (5-1) - 23 januari 2010 Falun-Västerås 3-8 (3-6) - 29 januari 2010 Västerås-Falun 15-2 (6-2) - 3 februari 2010 Bollnäs-KVBS 14-0 (6-0) - 3 februari 2010 Edsbyn-Broberg 4-8 (3-2) - 3 februari 2010 Falun-Vetlanda 2-5 (1-2) - 3 februari 2010 Haparanda-Västerås 2-1 (0-0) - 3 februari 2010 Kungälv-Sandviken 4-7 (1-4) - 3 februari 2010 Sirius-Hammarby 1-6 (0-1, 0-0, 1-5) - 3 februari 2010 Villa Lidköping-Vänersborg 6-3 (5-1) - 5 februari 2010 Bollnäs-Haparanda 8-3 (5-2) - 5 februari 2010 Broberg-Västerås 2-6 (1-4) - 5 februari 2010 Hammarby-Villa Lidköping 4-4 (3-2) - 5 februari 2010 Vänersborg-Edsbyn 2-7 (0-3) - 5 februari 2010 KVBS-Kungälv 1-7 (1-7) - 5 februari 2010 Vetlanda-Sirius 1-1 (1-1) - 7 februari 2010 Broberg-Kungälv 10-1 (6-0) - 7 februari 2010 Edsbyn-Sirius 2-2 (1-1) - 7 februari 2010 Haparanda-Villa Lidköping 6-3 (4-2) - 7 februari 2010 Hammarby-KVBS 8-3 (2-0) - 7 februari 2010 Vänersborg-Bollnäs 1-5 (0-2) - 7 februari 2010 Vetlanda-Sandviken 9-9 (4-6) - 9 februari 2010 Västerås-Vänersborg 5-8 (2-2) - 10 februari 2010 Falun-KVBS 5-5 (3-2) - 10 februari 2010 Edsbyn-Hammarby 6-7 (3-3) - 10 februari 2010 Haparanda-Broberg 3-2 (3-1) - 10 februari 2010 Kungälv-Bollnäs 2-6 (1-2) - 10 februari 2010 Sirius-Sandviken 2-7 (1-2) - 10 februari 2010 Villa Lidköping-Vetlanda 2-6 (1-0) - 12 februari 2010 Bollnäs-Falun 8-3 (4-2) - 12 februari 2010 Hammarby-Västerås 6-4 (3-1) - 12 februari 2010 Vetlanda-Edsbyn 5-6 (1-2) - 13 februari 2010 Kungälv-Haparanda 5-2 (0-0) - 13 februari 2010 Vänersborg-Broberg 2-5 (1-2) - 14 februari 2010 Villa Lidköping-Haparanda 12-3 (5-1) - 14 februari 2010 KVBS-Sirius 2-7 (1-2) - 16 februari 2010 Bollnäs-Västerås 7-1 (3-1) - 16 februari 2010 Sirius-Edsbyn 6-3 (4-2) - 16 februari 2010 Sandviken-Villa Lidköping 9-6 (3-5) - 19 februari 2010 Broberg-Hammarby 3-7 (2-2) - 19 februari 2010 Edsbyn-Sandviken 4-4 (3-1) - 19 februari 2010 Falun-Kungälv 3-5 (2-1) - 19 februari 2010 Haparanda-Vänersborg 8-2 (4-1) - 19 februari 2010 Sirius-Bollnäs 2-2 (1-0) - 19 februari 2010 Villa Lidköping-KVBS 8-6 (6-3) - 19 februari 2010 Västerås-Vetlanda 6-4 (3-3) |